# Floodwood (Minnesota)
Floodwood – miasto w Stanach Zjednoczonych, w stanie Minnesota, w hrabstwie St. Louis.